# 呪われし者の女王
『呪われし者の女王』（のろわれしもののじょおう、The Queen of the Damned）は、アメリカ合衆国の作家アン・ライス作のベストセラー小説で1988年刊行。『夜明けのヴァンパイア』から始まる人気シリーズ「ヴァンパイア・クロニクルズ」（The Vampire Chronicles）の第3作。
2002年には、『インタビュー・ウィズ・ヴァンパイア』の続編『クイーン・オブ・ザ・ヴァンパイア』として映画化され公開された。
日本語訳版は柿沼瑛子訳で、扶桑社ミステリーから1995年に刊行された。上巻ISBN 4-594-01834-3、下巻ISBN 4-594-01835-1